# Егорлыцкий Кут
Егорлыцкий Кут (Ягорлыцкий Кут, укр. Ягорлицький Кут) — полуостров (песчаная коса) в северной части Чёрного моря, в пределах Херсонской области Украины. Омывается Егорлыцким заливом с севера и запада, Тендровским заливом с юга. Западная часть полуострова (5540 га) входит в состав Черноморского биосферного заповедника.

## Происхождение названия
По-тюркски «Гяурлык» значит «дорога неверных». Запорожцы на берегах Ягорлыцкого залива добывали соль и часто тревожили турок.

## Военный полигон в 1959—1994 годах
В 1959—1994 годах большая часть полуострова была полигоном военно-воздушных сил Черноморского флота. После ликвидации полигона 4700 га из земель полигона были присоединены к участку «Ягорлыцкий Кут» Черноморского биосферного заповедника.
До организации полигона на полуострове находился рыбацкий посёлок Свободный порт. В 1959 году посёлок был выселен, а на его месте разместилась воинская часть. Теперь в этом месте находится кордон «Свободный Порт» Черноморского заповедника.